# 国史学会
国史学会（こくしがっかい、英語: The Society of Japanese Historical Research）は、1909年（明治42年）に設立された、歴史学に関する学術団体。日本歴史学協会の加盟学会の一つ（委員推薦学会）。

## 沿革・概要
1909年（明治42年）、東京帝国大学教授で帝国学士院会員だった三上参次文学博士を初代会長として発足。1929年（昭和4年）に機関誌『国史学』（英題: The Journal of Japanese History、ISSN 0386-9156）を創刊した。現在は年に3回刊行している。事務局は國學院大學内に置かれている。2012年（平成24年）当時の会長は鈴木靖民國學院大學教授。